# Antti Lovag
Antti Lovag (Budapest, 1920. április 10. – Tourrettes-sur-Loup, 2014. szeptember 27.) francia építész, saját meghatározása szerint habitológus, a golyóházak tervezője, az organikus építészet meghatározó alakja. Budapesten született orosz apától és finn anyától.

## Pályája
Hajóépítő mérnöknek tanult Stockholmban, majd 1947-ben Párizsba ment, ahol az École nationale supérieure des beaux-arts hallgatója lett. Többek között Jean Prouvé, a híres építész tanította.
Az 1960-as évek elejétől Lovag építész helyett habitológusnak nevezte magát, és társai (Pascal Haüsermann, Jean-Louis Chanéac és Jacques Couelle) mellett a természet által ihletett formákkal kezdett kísérletezni. Céljuk olyan életterek megteremtése volt, amik természetesek és harmóniában vannak az emberi testtel. Terveikben még a bútoroknak is az épületek ívét kellett követniük.

## Megvalósított tervei
- 1971: Maison Bernard Lyon, Port-La-Galère
- 1975–1989: Palais Bulles de Pierre Cardin,  Massif de l'Esterel, Théoule-sur-Mer
- 1986–1989: Maison Gaudet Théoule-sur-Mer az épületegyüttest a Francia Kulturális Minisztérium 1998-ban műemlékké nyilvánította.

A  Côte d'Azuron számtalan más épület is épült tervei szerint: 
- Cannes: Maison des Jeunes Picaud
- Nizza: Complexe astronomique du collège Valeri
- Saint-Raphaël: Complexe ludique du collège de l'Esterel
- Plateau de Calern, Alpes-Maritimes: Laboratoire d'interférométrie à l'observatoire astronomique de la Côte d'Azur

## Fordítás
- Ez a szócikk részben vagy egészben  az   Antti Lovag című német Wikipédia-szócikk fordításán alapul.  Az eredeti cikk szerkesztőit annak laptörténete sorolja fel. Ez a jelzés csupán a megfogalmazás eredetét és a szerzői jogokat jelzi, nem szolgál a cikkben szereplő információk forrásmegjelöléseként.